# Benzylisothiocyanat
Benzylisothiocyanat (IUPAC) ist eine aromatische organische Verbindung aus der Gruppe der Isothiocyanate.

## Vorkommen

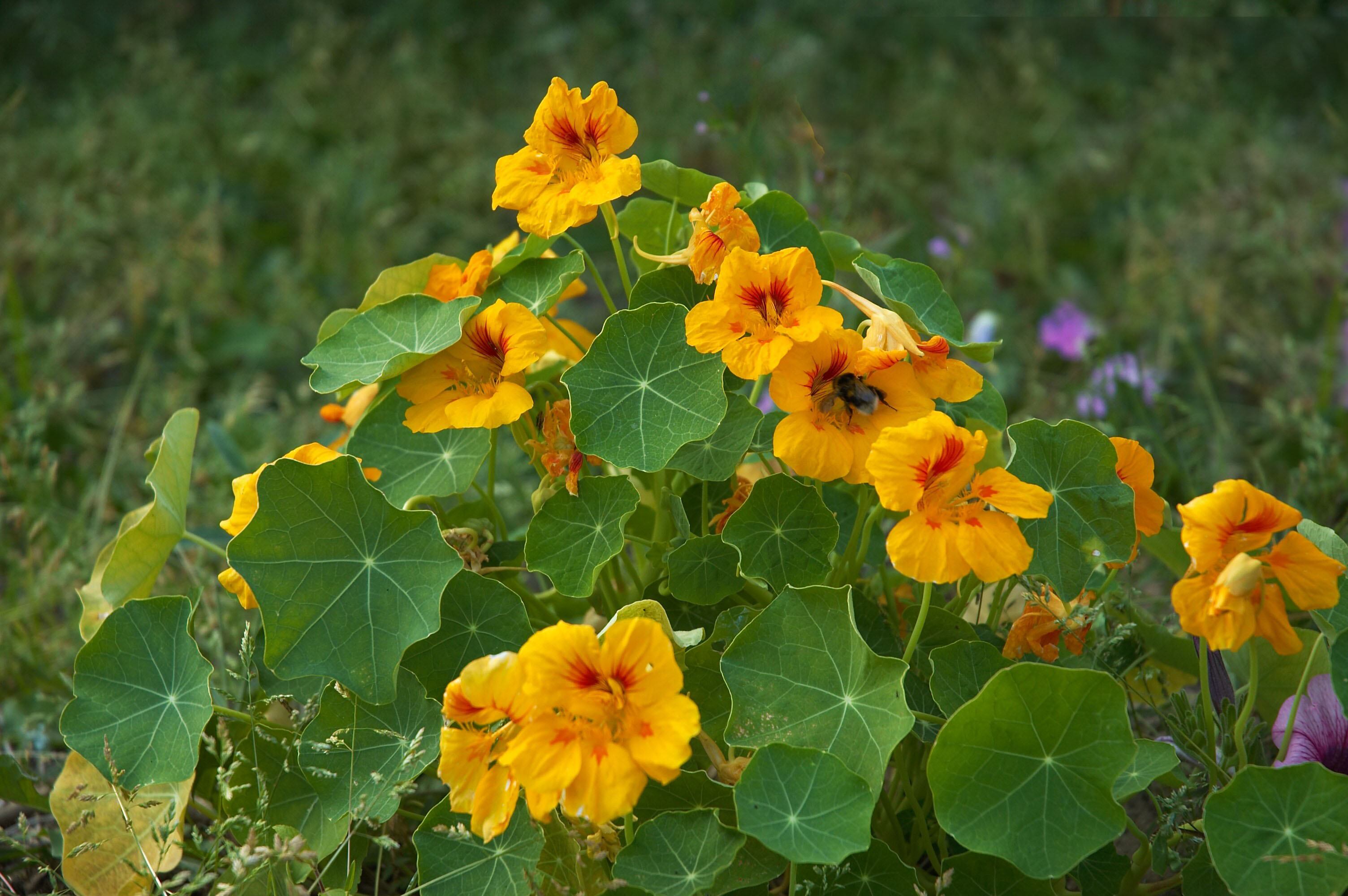
Große Kapuzinerkresse

Benzylisothiocyanat kann aus Pflanzen verschiedener Familien extrahiert werden, unter anderem Cruciferae, Moringaceae und Caricaceae. Es wurde beispielsweise in Papayas nachgewiesen, wo es vor allem in den Kernen vorkommt, und im Zahnbürstenbaum. Außerdem kommt es im Braunen Senf, Blumenkohl und Rettich, in Knoblauchsrauke, Gartenkresse und der Großen Kapuzinerkresse vor. Die Verbindung liegt als Benzylglucosinolat vor und wird bei Verletzung von Gewebe durch das Enzym Myrosinase daraus freigesetzt. In geringen Mengen wird es auch von intakten Früchten abgesondert.

## Eigenschaften
Benzylisothiocyanat ist für den scharfen Geschmack von Papayakernen verantwortlich. Die Verbindung ist antimikrobiell und fungizid. Daneben wirkt es auch als Anthelmintikum.

## Verwendung
Benzylisothiocyanat ist in der EU unter der FL-Nummer 12.102 als Aromastoff für Lebensmittel allgemein zugelassen.
Die Wirkung von Papayasamen, die traditionell als Antiparasitikum verwendet werden (z. B. in Indien), geht auf Benzylisothiocyanat zurück.